# Mijaíl Shumílov
Mijaíl Stepánovich Shumílov (en ruso: Михаи́л Степа́нович Шуми́лов; Verchne Tečenskoe, Imperio ruso, 5 de noviembrejul./ 17 de noviembre de 1895greg. - Moscú, Unión Soviética, 28 de junio de 1975) fue un líder militar del Ejército Rojo que combatió durante la Segunda Guerra Mundial, donde alcanzó el grado militar de coronel general (20 de octubre de 1943). Se distinguió especialmente durante la Batalla de Stalingrado, cuando al mando del 64.º Ejército, ayudó a defender durante más de seis meses, las afueras del sur de la ciudad y la cabeza de puente de Beketovka en la orilla occidental del río Volga. Así mismo, fue galardonado con el título honorífico de Héroe de la Unión Soviética (26 de octubre de 1943). Después de la guerra, fue nombrado diputado de las III y IV convocatorias del Sóviet Supremo de la Unión Soviética (1950-1954, 1954-1958)

## Biografía

### Infancia y juventud
Mijaíl Shumílov nació el 17 de noviembre de 1895 en la aldea de Verkhnyaya Techa, gobernación de Perm, Imperio ruso (actualmente raión de Kataysky, óblast de Kurgán). En el seno de una familia campesina pobre. Se graduó con honores en la escuela rural de su aldea natal, gracias a sus buenas calificaciones obtuvo una beca del zemstvo local para ingresar en el seminario de maestros de Cheliábinsk, en el que se graduó en 1916.
En 1916, fue reclutado en las filas del Ejército Imperial Ruso, después de lo cual fue enviado a estudiar en la escuela militar de Chuguev, después de graduarse en 1917 con el rango de suboficial fue enviado al puesto de oficial subalterno en el 109.º Regimiento de Reserva en Cheliábinsk. En marzo de 1917, fue enviado al Frente Occidental de la Primera Guerra Mundial, donde luchó como parte del 32.º Regimiento de Infantería de Kremenchug.
En diciembre de 1917, fue desmovilizado del ejército, el segundo teniente Shumílov regresó a su aldea de Verkhnyaya Techa. A finales de 1917, se unió al destacamento de la Guardia Roja y participó en el establecimiento del poder soviético. Desde enero de 1918 trabajó como maestro de aldea y en marzo fue nombrado comisario militar del Vólost, al mismo tiempo que estudiaba cursos de agrimensura en Shadrinsk. En abril de 1918 se alistó voluntario en las filas del Ejército Rojo, al mismo tiempo se unió a las filas del Partido Comunista —en esa época conocido como Partido Obrero Socialdemócrata de Rusia (bolchevique)—.

### Guerra civil rusa
A mediados de julio de 1918, Shumílov ocupó el cargo de comandante de la estación de ferrocarril de Antratsit. Cuando el 4.º Regimiento de Fusileros de los Urales se retiró a la estación el 18 de julio, a petición personal se inscribió en sus filas, fue designado comandante de la 3.ª compañía del 1.º batallón. Como parte del regimiento, participó en batallas defensivas cerca de Egorshino.
El 17 de septiembre de 1918, el 4.º Regimiento de Fusileros de los Urales fue enviado por ferrocarril a Nizhni Taguil, donde luchó hasta el 6 de octubre, luego se vio obligado a retirarse del cerco a la región de Vérjniaya Turá. Durante la retirada de las tropas soviéticas de Kushva a Perm, el regimiento luchó en batallas de retaguardia y se retiró a la estación de ferrocarril de Chusovói. El 17 de diciembre de 1918, Shumílov fue nombrado comandante del 255.º regimiento de fusileros (antiguo 4.º Regimiento Ural) de la 29.º División de Fusileros del Frente Oriental. Bajo su mando, el regimiento se retiró de Chusovaya a través de Kízel hacia Usolie.
Durante la ofensiva general del Ejército Rojo, tras cruzar el río Kama, el 255.º Regimiento de los Urales se dirigió a Sylva y, avanzó por el camino minero, participó en la liberación de varias ciudades y pueblos de la provincia de Perm, incluida la propia Perm (1 de julio de 1919), Nevyansk (15 de julio), Shadrinsk (4 de agosto), encabezó un ataque contra Tobolsk y luego contra Ishim. Por orden de la división el 22 de diciembre de 1919, el regimiento, como parte de la 85.ª Brigada Especial de Fusileros, fue trasladado al Frente Sur. La 85.ª Brigada Especial se incluyó en el 13.º Ejército. El excomandante del 255.º regimiento de fusileros Mijaíl Shumílov fue transferido al 255.º regimiento de fusileros. Posteriormente luchó contra el Ejército Negro del atamán Néstor Majnó cerca de Guliaipole al sureste de Ucrania.

### Preguerra
Después del final de la guerra civil, Shumílov continuó sirviendo en el ejército como comandante de batallón.
En julio de 1924, después de completar los cursos de actualización superiores de Járkov para personal directivo y político superior, asumió el mando de un batallón del 20.º Regimiento de Fusileros de la 7.ª División de Fusileros, en noviembre de 1924 fue nombrado jefe de Estado Mayor de este regimiento y en enero de 1927 - comandante asistente del 21.º Regimiento de Fusileros de la misma división.
Después de completar los cursos de formación avanzada para el personal de mando «Vystrel» (en ruso: Курсы «Выстрел»). El curso de capacitación tenía un plan de estudios de un año para capacitar al personal político y de mando a nivel de batallón y regimiento para el brazo de fusileros (infantería) del Ejército Rojo. En enero de 1929, fue designado para el puesto de comandante y comisario militar del 21.º regimiento de fusileros de la 7.ª División de Fusileros
En noviembre de 1935 se le concedió el grado de coronel. En enero de 1937 se convirtió en subcomandante de la 87.ª División de Fusileros. En junio de 1937, fue ascendidó al rango de Kombrig (comandante de brigada) y nombrado comandante de la 7.ª División de Fusileros del distrito militar de Kiev. Entre febrero de 1938 y marzo de 1939, participó en la Guerra civil española, como asesor del general republicano José Miaja Menant, comandante del Grupo de Ejércitos de la Región Central (GERC).
En abril de 1938, fue nombrado comandante del 11.º Cuerpo de Fusileros, estacionado en el Distrito Militar de Bielorrusia, al frente del cual participó en septiembre de 1939 en la invasión soviética de Polonia y posteriormente en la Guerra de Invierno contra Finlandia. En julio de 1940, el 11.º Cuerpo de Fusileros se incorporó al Distrito Militar Especial del Báltico (creado tras la anexión de los países báticos a la Unión Soviética).

### Segunda Guerra Mundial
Cuando la Alemania nazi invadió la Unión Soviética en 1941, el mayor general Mijaíl Shumílov participó en la defensa del Báltico. Del 23 al 25 de junio, participó en un contraataque de primera línea contra el 4.º Ejército Panzer alemán, que había irrumpido en el área de la región fortificada de Siauliai. Pronto el cuerpo se retiró en dirección a Riga y más lejos a Tartu. En julio, el cuerpo luchó en la línea defensiva de Pärnu-Tartu. Del 22 al 25 de julio, unidades alemanas del Grupo de Ejércitos Norte rompieron la línea de defensa del frente soviético, y avanzaron hasta las inmediaciones del lago Peipus, como consecuencia el cuerpo bajo el mando de Shumílov fue rodeado. El 30 de julio, parte del cuerpo consiguió romper el cerco. Después de escapar del cerco se mantuvo a la defensiva a lo largo de la carretera de Narva - Leningrado.
En agosto de 1941 fue nombrado subcomandante del 55.º Ejército, integrado en el Frente de Leningrado, participando brevemente en la defensa de Leningrado, pero en noviembre del mismo año fue llamado a Moscú y quedó a disposición de la Dirección Principal de Personal del NKO. En diciembre de 1941, fue nombrado comandante del recién creado 1.er Cuerpo de Fusileros Especiales, pero en realidad nunca lo comandó en combate.
En enero de 1942, fue nombrado subcomandante del 21.º Ejército integrado en el Frente Sudoeste, al mando del mariscal de la Unión Soviética Semión Timoshenko, desplegado en la región de Bélgorod y Járkov, entre el 12 y el 28 de mayo participó en la Segunda batalla de Járkov. Posteriormente, en el verano de 1942, participó en los duros combates defensivos para intentar detener la ofensiva alemana en dirección al Cáucaso y a Stalingrado (véase operación Azul), aunque sufrió fuertes bajas fue capaz de realizar una retirada organizada hasta la ciudad de Stalingrado y el Volga.
El 4 de agosto de 1942, fue nombrado comandante del 64.º Ejército, en sustitución del teniente general Vasili Gordov, que fue nombrado comandante del Frente de Stalingrado. El 10 de agosto, el 4.º Ejército Panzer del general Herman Hoth alcanzó finalmente el Volga, al sur de la ciudad a la altura del elevador de granos, aislando completamente al 62.º Ejército de Vasili Chuikov en la ciudad a espaldas del Volga, separandolo del 64.º Ejército al mando del teniente general Mijaíl Shumílov, que ahora quedaba al sur de la ciudad. A partir de ese momento el 6.º Ejército intentaría, penetrar en la ciudad, a través del 62.º Ejército.
Para el 28 de septiembre, los frentes de Stalingrado y del Sureste se habían reforzado hasta el punto de que se ordenó una nueva reorganización. Se creó el nuevo Frente del Don, con los ejércitos 63.º, 21.º, 4 ° Tanque, 1.º de Guardias, 24 ° y 66 °, bajo el mando del teniente general Konstantín Rokossovski, que fue transferido del mando del Frente de Briansk; Gordov fue trasladado a las reservas de la Stavka. El Frente Sureste se disolvió y Yeriómenko fue puesto al mando del nuevo y reorganizado Frente de Stalingrado, bajo su mando estaban los siguientes ejércitos 62.º Ejército (Vasili Chuikov), 64.º Ejército (Mijaíl Shumílov) situado en los alrededores de Beketovka, el 57.º Ejército (Fiódor Tolbujin) hasta más allá del lago Sarpa, el 51.º Ejército (Nikolái Trufanov) desplegado a lo largo de la línea de los lagos y el 28.º Ejército (Vasili Gerasimenko) que se extendía hasta más allá de la estepa de Kalmik.

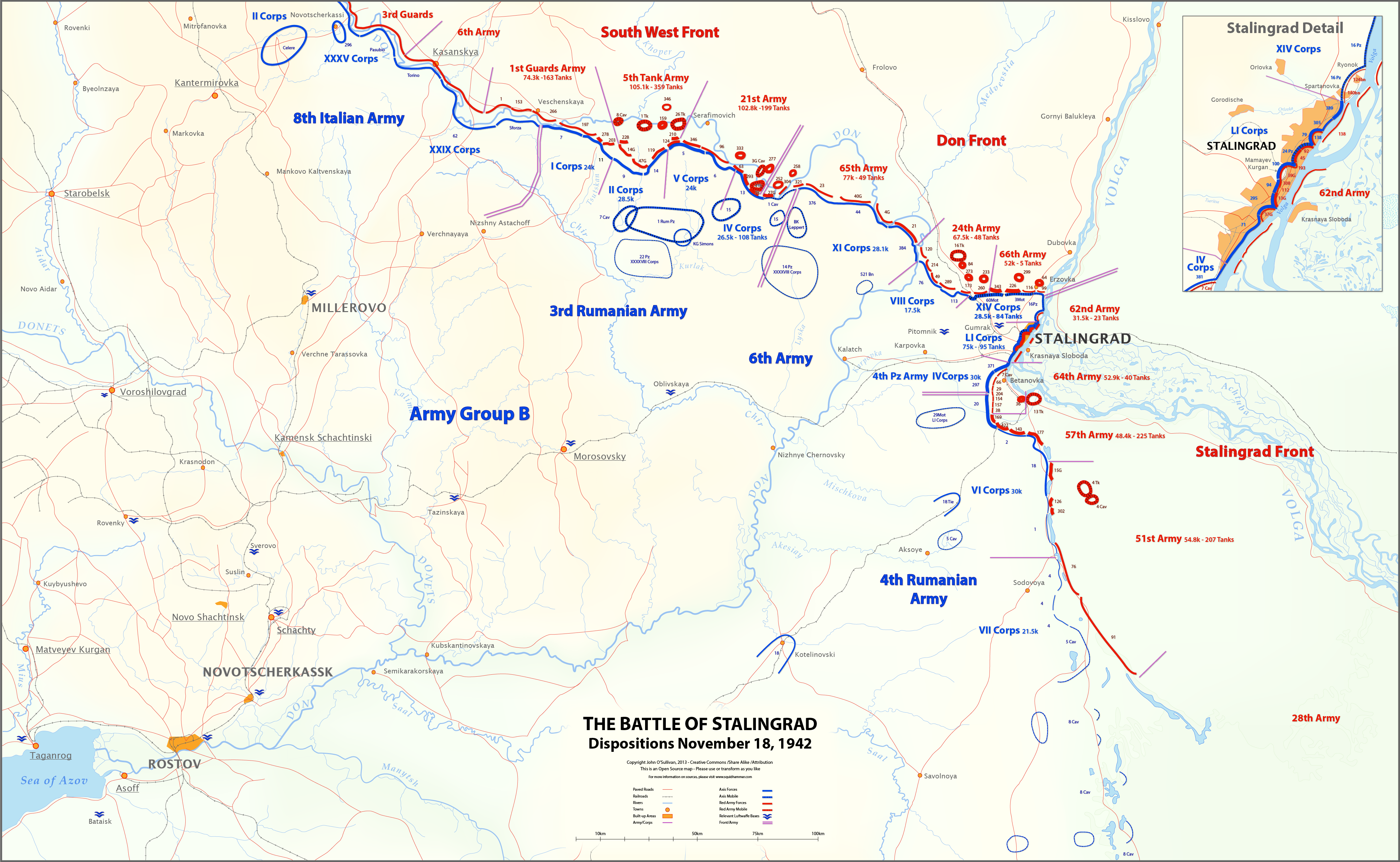
Mapa con las posiciones de los contendientes justo antes del inicio de la Operación Urano

Durante seis meses, el 64.º Ejército de Shumílov mantuvo la parte sur de Stalingrado en feroces batallas, desempeñando un papel destacado en la defensa de la ciudad junto con el 62.º ejército del teniente general Vasili Chuikov.
El 19 de noviembre de 1942, las fuerzas soviéticas lanzaron un ataque masivo de doble pinza al norte y al sur de Stalingrado (véase Operación Urano) contra los debilitados flancos del Eje, rodeando al Sexto Ejército alemán, y a cierta parte del Cuarto Ejército Panzer al mando del general Hermann Hoth, en una vasta bolsa que se extendía casi 80 km de Stalingrado a Kalach del Don. Destruyendo en el proceso al Tercer (Petre Dumitrescu) y Cuarto (Constantin Constantinescu) ejércitos rumanos. El 22 de noviembre, el 64.º Ejército de Shumílov adoptó una postura ofensiva, contraatacando para reconquistar barrios de Stalingrado, e impidiendo que las fuerzas alemanas abandonaran la ciudad para luchar en otros puntos de la bolsa.
El 31 de enero de 1943, el 64.º Ejército de Mijaíl Shumílov había asegurado casi todo el centro de la ciudad, despejando sótanos y edificios derruidos mediante granadas y lanzallamas. La Plaza Roja, el corazón de la ciudad, fue sometido a un intenso bombardeo, antes de que los soldados soviéticos atacaran los almacenes de Univermag, donde se encontraba el cuartel general de Friedrich Paulus. A las 7.35h los soldados alemanes, que custodiaban el cuartel general, se rindieron, y dos horas después, tras intensas negociaciones, Paulus y sus oficiales de Estado Mayor aceptaron rendirse formalmente al mayor general Iván Laskin, jefe del Estado Mayor del 64.º Ejército, y posteriormente fueron conducidos al cuartel general del 64.º Ejército, donde Shumílov supervisó el interrogatorio del mariscal de campo Friedrich Paulus.
El 16 de abril de 1943, el 64.º Ejército se transformó en el 7.º Ejército de la Guardia. En el verano de 1943, el ejército bajo el mando de Shumílov participó en la batalla de Kursk integrado en el Frente de Vorónezh, comandado por Nikolái Vatutin, el ejército estaba desplegado en los terrenos altos de la orilla oriental del norte del Donets, en la zona sur del avance alemán en la zona de Bélgorod. El 64.º Ejército tuvo un papel destacado, al ralentizar el avance del Destacamento del Ejército Kempf, formado por el III Cuerpo Panzer y el Cuerpo Raus llamado así por su comandante Erhard Raus, lo que dio tiempo a que el 5.º Ejército de Tanques de la Guardia al mando de Pável Rótmistrov y el 5.º Ejército de Guardias de Alekséi Zhádov fueran transferidos al Frente de Vorónezh bajo el mando del mariscal Nikolái Vatutin, y enviados a detener el avance del II Cuerpo Panzer SS del general de las SS Paul Hausser (véase Batalla de Prójorovka).

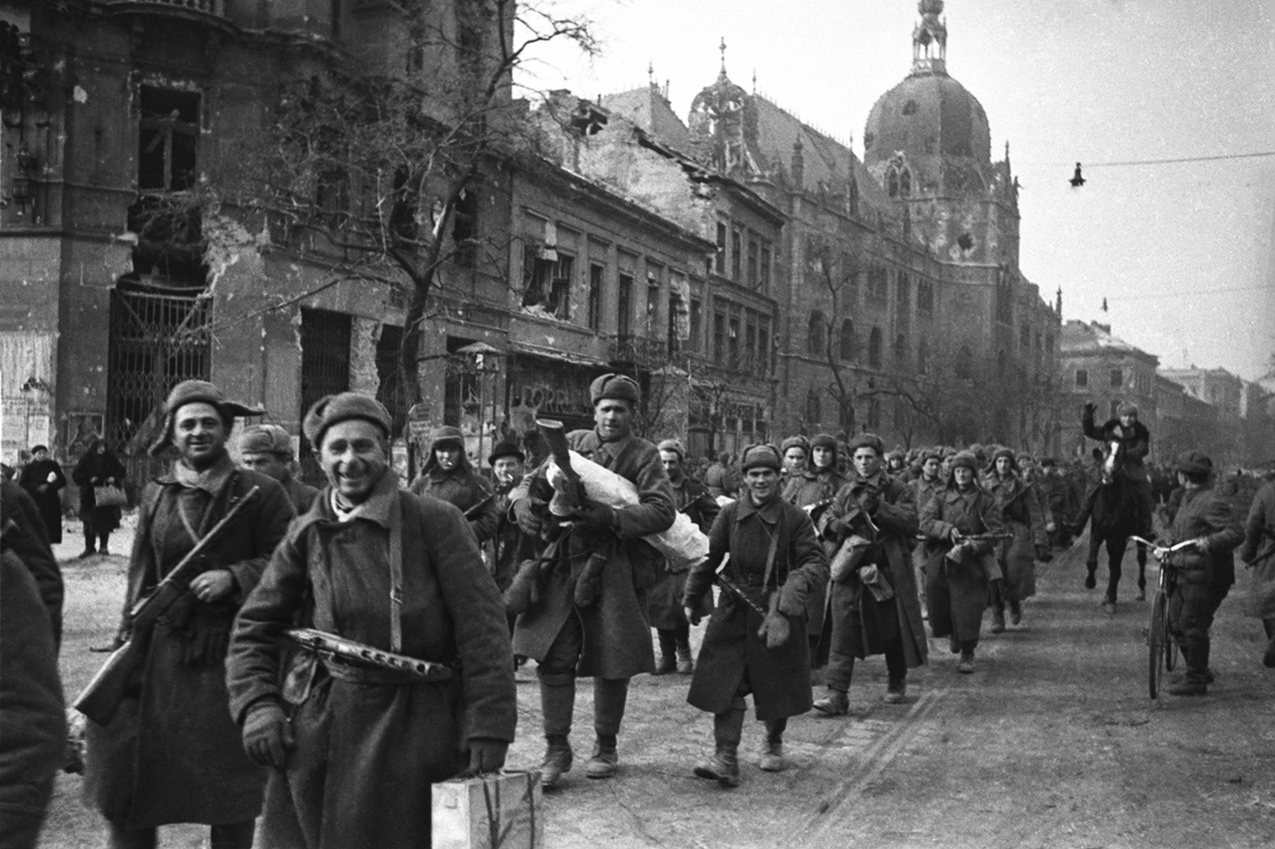
Soldados soviéticos en Budapest tras la conquista de la ciudad.

En julio de 1943, tras la batalla de Kursk, participó en la Cuarta batalla de Járkov, una exitosa contraofensiva contra los exhaustos soldados del Tercer Reich con el fin de desalojarlos de Járkov y Bélgorod, y obligarlos a instalar sus líneas de defensa detrás del río Dniéper. Posteriormente condujo sus tropas en la Batalla de cruce del Dniéper, desalojando a las tropas nazis de la línea de defensa del río Dniéper y liberando Kiev.
Por decreto del Presídium del Sóviet Supremo de la URSS del 26 de octubre de 1943, el coronel general Mijaíl Stepánovich Shumílov recibió el título de Héroe de la Unión Soviética, con la Orden de Lenin y la medalla de la Estrella de Oro por el hábil liderazgo de las tropas bajo su mando durante el cruce del Dnieper y el valor personal y el heroísmo de los guardias.
Posteriormente y hasta el fin de la guerra participó, junto con las tropas del 7.º Ejército de la Guardia bajo su mando, en la Ofensiva del Dniéper-Cárpatos, que permitió liberar toda la parte occidental de Ucrania, y alcanzar la frontera de Rumania, luego participó en la segunda ofensiva de Jassy-Kishinev (1944), en la batalla de Debrecen (1944), en la sangrienta batalla de Budapest (1944-1945), en la ofensiva de Bratislava-Brno (1945) y finalmente en la batalla de Praga (1945).
El coronel general Mijaíl Shumílov tuvo un destacado papel en la creación de unidades del nuevo ejército rumano aliado de la Unión Soviética.

### Posguerra
Después de la guerra, permaneció al mando del 7.º Ejército de la Guardia, que en ese momento formaba parte del Grupo Central de Fuerzas y estaba desplegado en Hungría y en Austria. Desde febrero de 1946 estuvo al mando del 52.º Ejército, y desde junio de 1946, del 13.º Ejército desplegado en el Distrito Militar de los Cárpatos.
En 1947 fue enviado a estudiar en los Cursos Académicos Superiores de la Academia Militar del Estado Mayor de las Fuerzas Armadas de la URSS, tras su graduación, en abril de 1948, fue nombrado comandante del Distrito Militar del Mar Blanco, y en mayo de 1949, Comandante del Distrito militar de Vorónezh, puesto en el que permaneció hasta octubre de 1955, en que estuvo a disposición del Ministro de Defensa de la URSS. Fue diputado de las III y IV convocatorias del Sóviet Supremo de la URSS  (1950-1954, 1954-1958). En enero de 1956, se retiró del servicio activo, aunque el 24 de abril de 1958 se le concedió el puesto de Inspector Asesor del Grupo de Inspectores Generales del Ministerio de Defensa de la URSS. Lo cual le permitía mantener todos los privilegios asociados con su grado militar, durante el resto de su vida. Sin apenas deberes regulares.

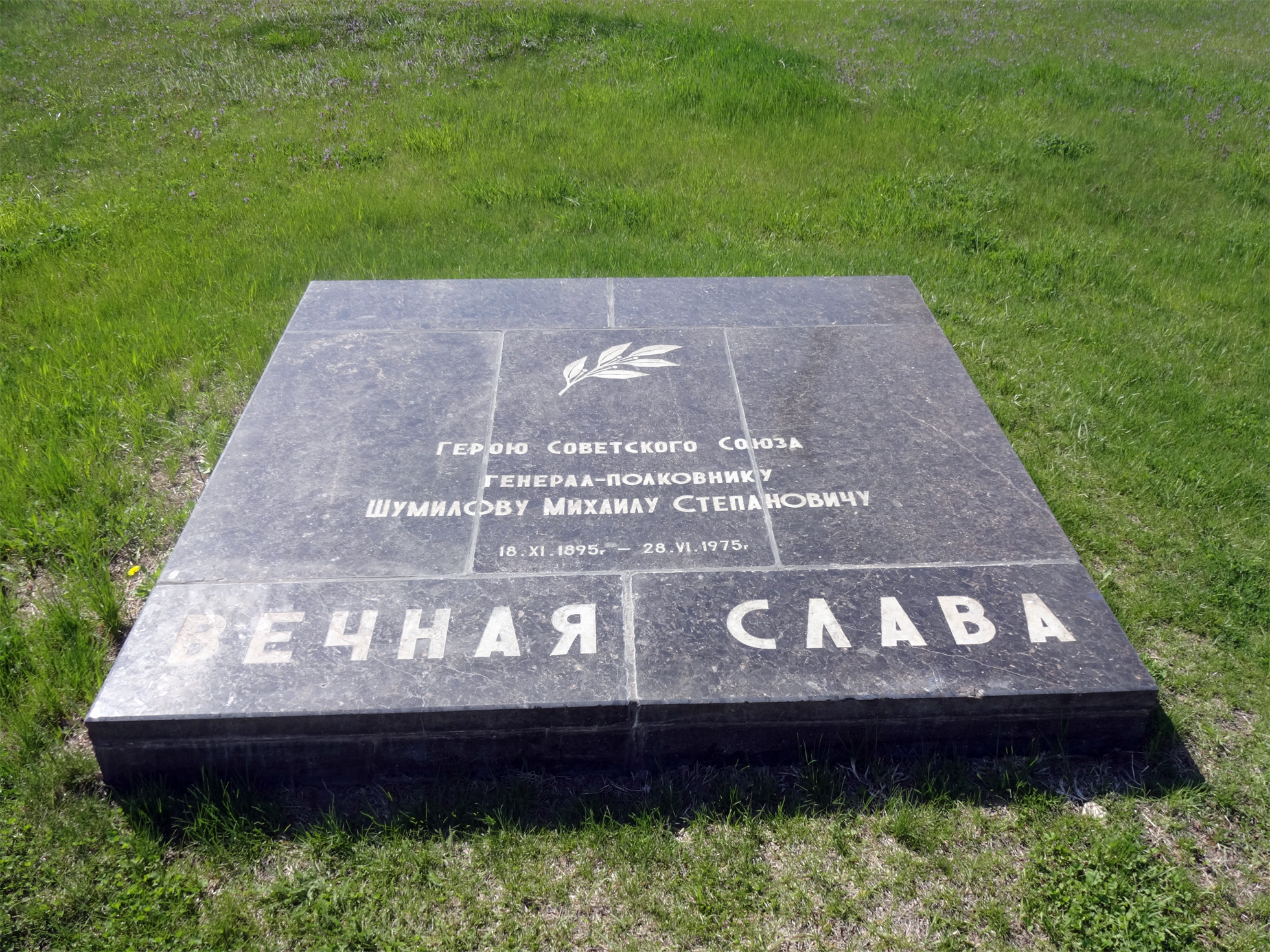
Placa conmemorativa a Mijaíl Shumílov en Mamayev Kurgan

Murió el 28 de junio de 1975 en Moscú y fue enterrado en Volgogrado en el Mamáyev Kurgán al pie del monumento de la Patria, junto a los soldados de su ejército que murieron en la batalla de Stalingrado. Fue nombrado ciudadano de honor de las ciudades de Volgogrado (4 de mayo de 1970), Beltsov (23 de febrero de 1966), Belgorod (1 de agosto de 1963), Bratislava, Shebekino y de su aldea natal de Verkhtechenskoye.

## Familia
Su esposa fue Anna Alekséyevna Shumílova (13 de diciembre de 1900 - 8 de noviembre de 1972) y su hijo, Ígor Mijaílovich Shumílov (en ruso: Игорь Михайлович Шумилов; 17 de junio de 1927-5 de agosto de 2002) fue diseñador principal del departamento de diseño del OKB-52 (en ruso: Опытное Конструкторское Бюро, romanizado: Opitnoye Konstruktorskoye Biuro, «Oficina de diseños experimentales»), jefe del Departamento de Sistemas Aeroespaciales de la Escuela Técnica Superior de Moscú, Héroe del Trabajo Socialista (1963), Premio Lenin (1959).

## Promociones
- Coronel (29 de noviembre de 1935);
- Kombrig (15 de junio de 1937);
- Komdiv (4 de noviembre de 1939);
- Mayor general (4 de junio de 1940);
- Teniente general (31 de diciembre de 1942);
- Coronel general (20 de octubre de 1943).[7]

## Condecoraciones

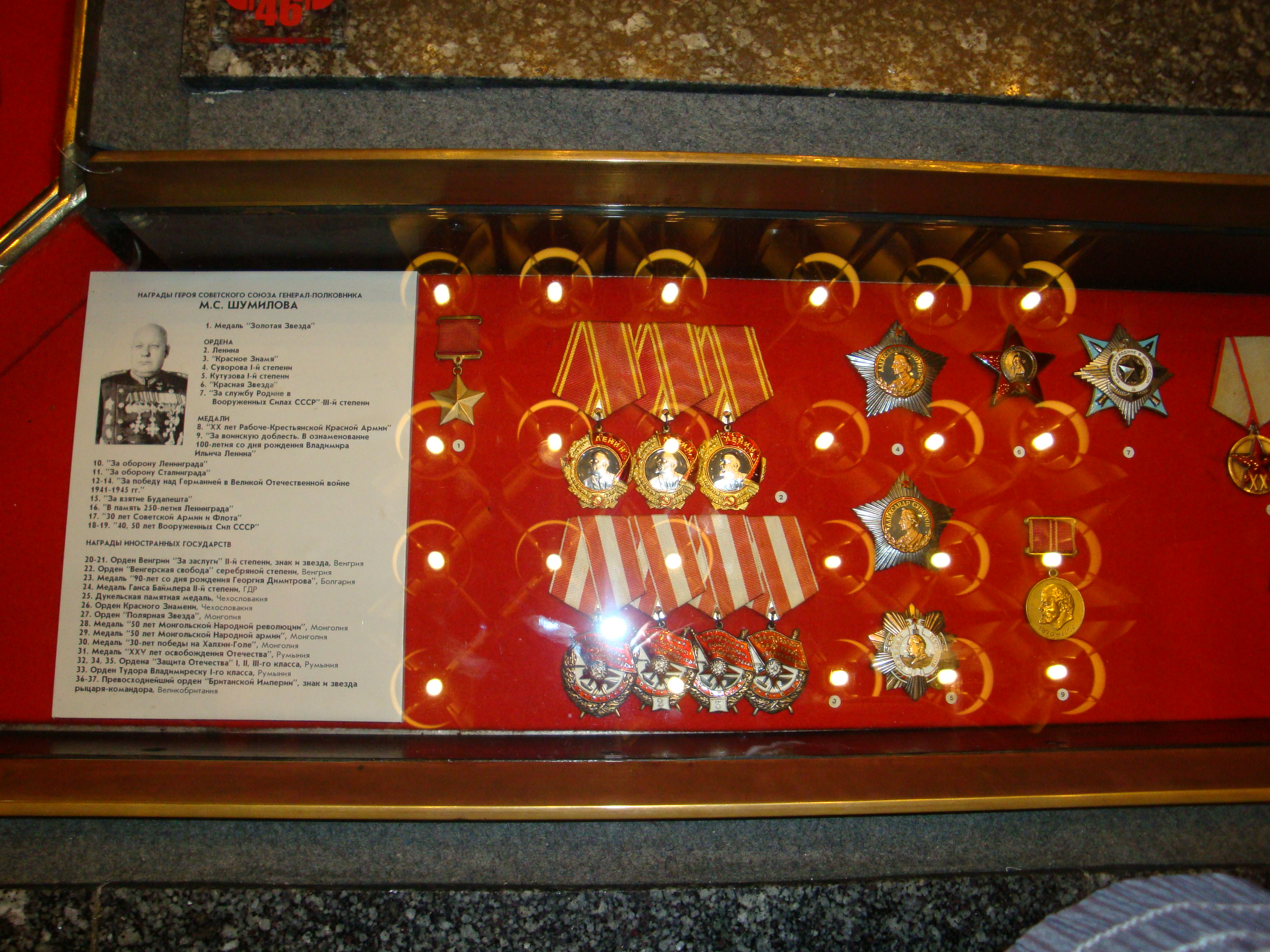
Condecoraciones de Mijaíl Shumilov en el Museo-Reserva de la Batalla de Stalingrado

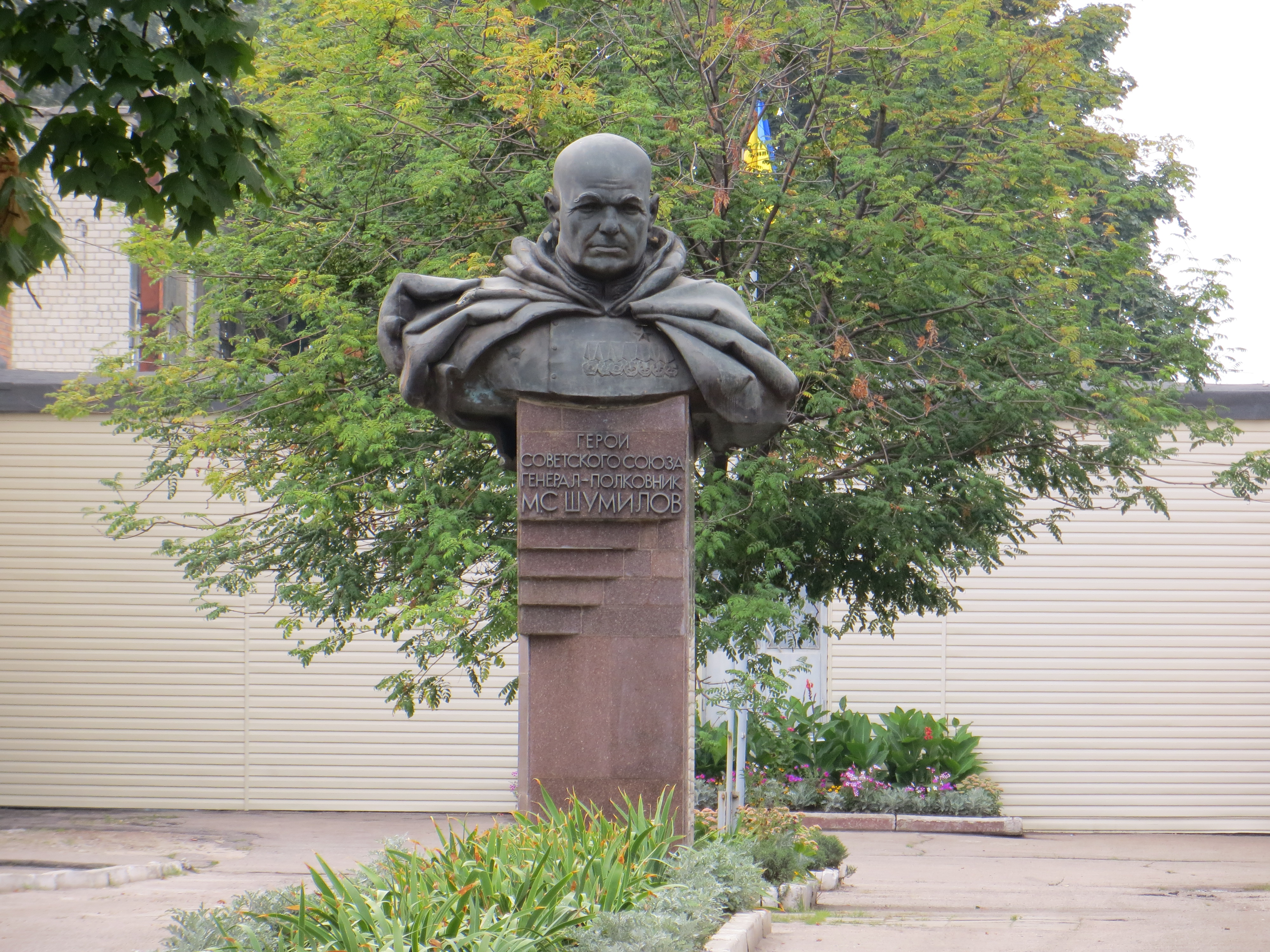
Busto en honor al coronel general Mijaíl Shumilov en Járkov (Ucrania)

A lo largo de su carrera militar, Mijaíl Shumilov recibió las siguientes condecoraciones:
Unión Soviética
- Héroe de la Unión Soviética (26 de octubre de 1943);
- Orden de Lenin, tres veces (26 de octubre de 1943, 21 de febrero de 1945 y 17 de noviembre de 1965);
- Orden de la Bandera Roja, cuatro veces (22 de febrero de 1938, 27 de agosto de 1943, 3 de noviembre de 1944 y 24 de junio de 1948);
- Orden de Suvórov de 1.er grado, dos veces (28 de enero de 1943 y 28 de abril de 1945);
- Orden de Kutúzov de 1.er grado (13 de septiembre de 1944);
- Orden de la Estrella Roja (22 de febrero de 1968);
- Orden del Servicio a la Patria en las Fuerzas Armadas de 3.er grado (30 de abril de 1975);
- Medalla Conmemorativa por el Centenario del Natalicio de Lenin
- Medalla por la Defensa de Leningrado
- Medalla por la Defensa de Stalingrado
- Medalla por la Conquista de Budapest
- Medalla por la Victoria sobre Alemania en la Gran Guerra Patria 1941-1945
- Medalla Conmemorativa del 20.º Aniversario de la Victoria en la Gran Guerra Patria de 1941-1945
- Medalla Conmemorativa del 30.º Aniversario de la Victoria en la Gran Guerra Patria de 1941-1945
- Medalla del 20.º Aniversario del Ejército Rojo de Obreros y Campesinos
- Medalla del 30.º Aniversario de las Fuerzas Armadas de la URSS
- Medalla del 40.º Aniversario de las Fuerzas Armadas de la URSS
- Medalla Conmemorativa del 250.º Aniversario de Leningrado.

Otros países
- Caballero Comandante Honorario de la Orden del Imperio Británico
- Orden de la Bandera Roja (Checoslovaquia)
- Medalla conmemorativa del Paso de Dukel (Checoslovaquia)
- Orden Polonia Restituta (Polonia)
- Orden de la Libertad de Hungría (Hungría)
- Orden al Mérito de la República Popular de Hungría
- Orden de la Defensa de la Patria de 1.er, 2.do y 3.er grado (Rumanía)
- Orden de Tudor Vladimirescu (Rumania)
- Orden de Miguel el Valiente, dos veces (Rumania)
- Orden de la Estrella Polar (Mongolia)
- Medalla del 50.º Aniversario de la Revolución Popular de Mongolia
- Medalla del 50.º Aniversario del Ejército Popular de Mongolia
- Medalla del 30.º Aniversario de la Victoria en Jaljin Gol (Mongolia)